# Fietssnelweg FR0
De FR0, Ringfietsroute Brussel of Grote Fietsring Brussel, en voor het gedeelte in Brussel gekend als cyclostrade CR0, is een fietssnelweg van 41,8 km in aanleg rond Brussel, zowel in Vlaams-Brabant als in het Brussels Gewest. Ze vertrekt aan het station van Zellik en loopt ten noorden van het Brussels Hoofdstedelijk Gewest om vanaf Kraainem verder te lopen in het Brussels Gewest.
Deze fietssnelweg verbindt meerdere andere fietssnelwegen vanuit Vlaanderen naar Brussel. Dicht bij de FR0 liggen ook een aantal toeristische trekpleisters zoals het Atomium en Mini-Europa.

## Geschiedenis
De aanleg van de fietssnelweg Ringroute gebeurt samen met een grote verbouwing van de Brusselse Ring, binnen het project Werken aan de Ring van de Werkvennootschap.

## Traject

### Fietsbrug A201

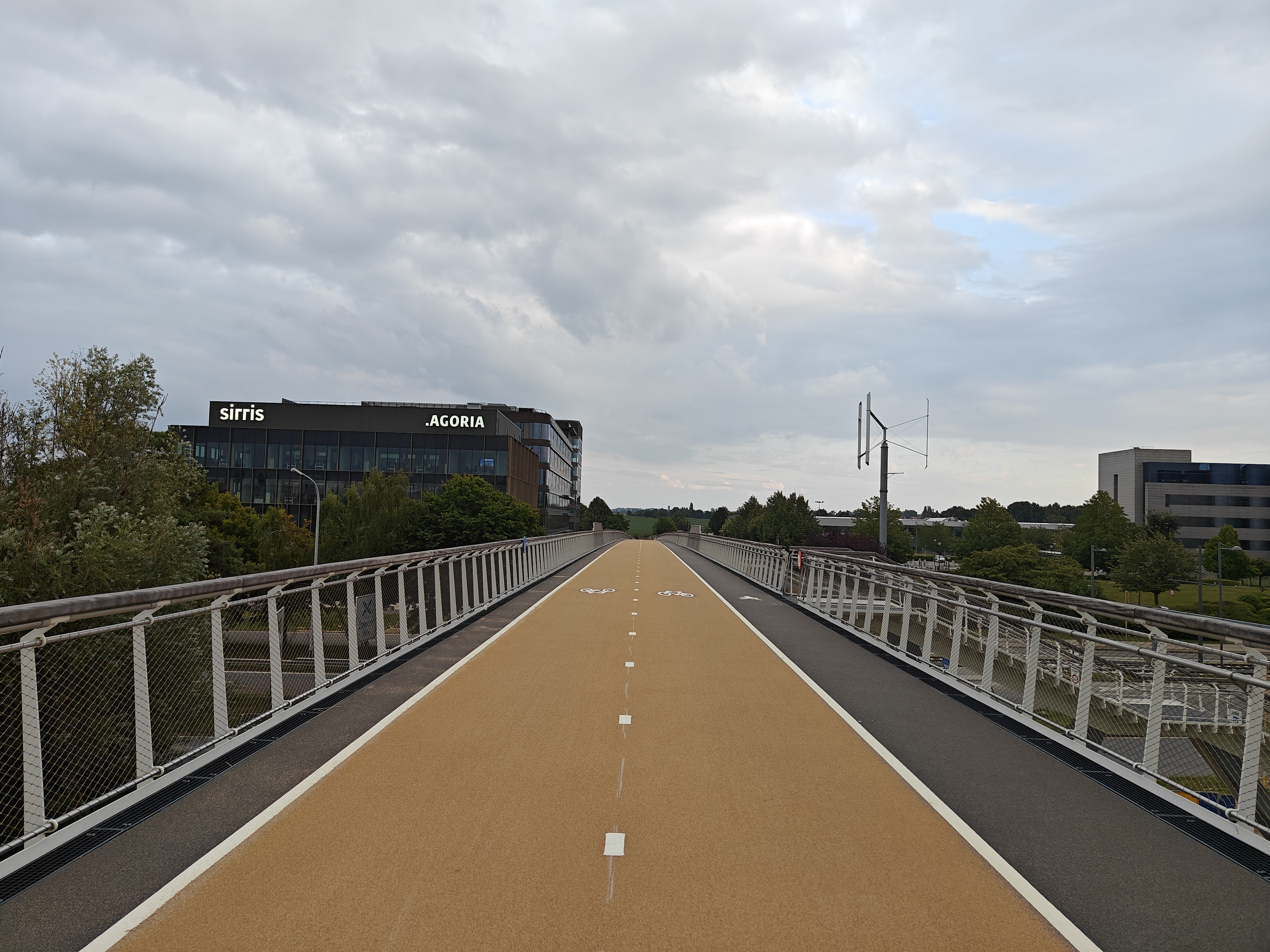
Fietsbrug

De fietsbrug van fietssnelweg FR0 over de A201, in de projectfase A201K genoemd, overspant de A201 Leopold-III-laan, de toekomstige Luchthaventram en de toekomstige fietssnelweg F201, die samen en gebundeld aangelegd worden. De bouw van de fietsbrug door De Werkvennootschap startte eind 2023. In november 2023 werd het laatste brugdeel geplaatst. De brug werd geopend in oktober 2024. Met een lengte van 710 meter (een brugdek van 510 meter en een langgerekt landhoofd van bijna 100 meter) werd het de langste fietsbrug van het land. Onder de brug komt de aansluiting met fietssnelweg F201. Het tracé van de brug valt samen met de gewestgrens tussen Vlaanderen (Machelen) en Brussel (Haren).
Verder zijn nog gepland:
- Aanleg van een ecoduct en fietsbrug over R0 (Zellik)
- Heraanlegging van de op- en afrit van het kruispunt van de R0 (Koningslo)
- Aanleg van een fiets- en voetgangersbrug over het kanaal Brussel-Schelde (Vilvoorde)

## Zaventem, Kraainem en Sint-Lambrechts-Woluwe
In Sint-Stevens-Woluwe loopt fietssnelweg FR0 over het Woluweveld, en vanaf de kruising met fietssnelweg F202 en fietssnelweg F203 in Kraainem loopt FR0 aan de oostkant van de R22 (Woluwedal). In Sint-Lambrechts-Woluwe vormde het Brussels Gewest in 2024 de oostelijke ventweg van de R22 om tot een tweerichtingsfietspad over 1 km (tussen de Hippokrateslaan en de Vanderveldelaan).